# 環境副大臣
環境副大臣（日语：／ Kankyō Fukudaijin），是日本國政府環境省的副大臣，輔佐環境大臣處理環境省相關事務。

## 概要

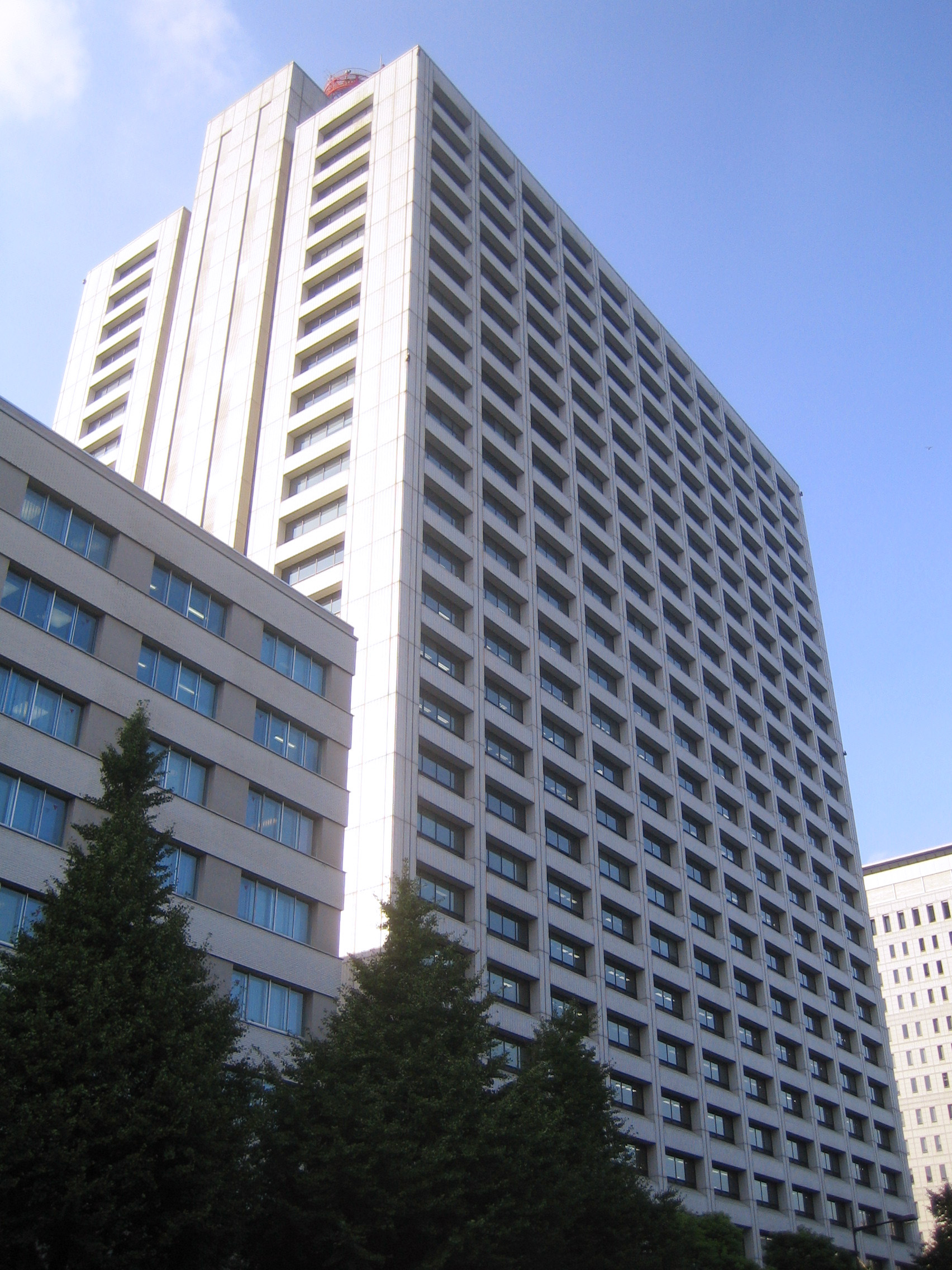
環境省所在的中央合同廳舍第5號館

2001年1月6日，根據《中央省廳機構改革基本法》對中央省廳機構進行改組而設立。同日，第二屆森內閣 (改組 中央省廳再編後)啟動，任命參議院議員沓掛哲男擔任首屆副大臣。
奉環境大臣之命，負責協助地球環境保全、防止公害、廢棄物對策、自然環境的保護及整備環境。根據《國家行政組織法》，原先人數固定為一人，但在野田內閣 (第三次改組)時變更為兩人。

## 歷代副大臣
| 環境副大臣     | 環境副大臣                  | 環境副大臣       | 環境副大臣               | 環境副大臣     | 環境副大臣               | 環境副大臣 | 環境副大臣                   | 環境副大臣               |
| 內閣           | 內閣                        | 環境大臣         | 全名                     | 就職日         | 卸任日                   | 黨派       | 出身                         | 備註                     |
| -------------- | --------------------------- | ---------------- | ------------------------ | -------------- | ------------------------ | ---------- | ---------------------------- | ------------------------ |
| 第2次森內閣    | 改造內閣 （中央省廳再編後） | 川口順子         | 沓掛哲男                 | 2001年1月6日   | 2001年4月26日            | 自由民主黨 | 參議員（石川縣選舉區）       |                          |
| 第1次小泉內閣  | 第1次小泉內閣               | 川口順子 →大木浩 | 風間昶                   | 2001年5月1日   | 2002年1月8日             | 公明黨     | 參議員（參議院比例區）       | 任內辭職，由山下榮一接任 |
| 第1次小泉內閣  | 第1次小泉內閣               | 川口順子 →大木浩 | 山下榮一                 | 2002年1月8日   | 2002年9月30日            | 公明黨     | 參議員（大阪府選舉區）       |                          |
|                | 第1次改造內閣               | 鈴木俊一         | 弘友和夫                 | 2002年10月2日  | 2003年9月22日            | 公明黨     | 參議員（福岡縣選舉區）       |                          |
| 第2次改造內閣  | 小池百合子                  | 加藤修一         | 2003年9月25日            | 2003年11月19日 | 參議員（參議院比例區）   | 公明黨     |                              |                          |
| 第2次小泉內閣  | 第2次小泉內閣               | 加藤修一         | 2003年11月20日           | 2004年9月27日  | 參議員（參議院比例區）   | 公明黨     | 再任                         |                          |
|                | 小池百合子                  | 改造內閣         | 高野博師                 | 2004年9月29日  | 2005年9月21日            | 公明黨     | 參議員（埼玉縣選舉區）       |                          |
| 第3次小泉內閣  | 第3次小泉內閣               | 高野博師         | 2005年9月22日            | 2005年10月31日 | 參議員（埼玉縣選舉區）   | 公明黨     | 再任                         |                          |
|                | 小池百合子                  | 改造內閣         | 江田康幸                 | 2005年11月2日  | 2006年9月26日            | 公明黨     | 眾議員（九州比例代表區）     |                          |
| 第1次安倍內閣  | 第1次安倍內閣               | 若林正俊         | 土屋品子                 | 2006年9月27日  | 2007年8月27日            | 自由民主黨 | 眾議員（埼玉縣第13區）       |                          |
|                | 改造內閣                    | 鴨下一郎         | 櫻井郁三                 | 2007年8月29日  | 2007年9月26日            | 自由民主黨 | 眾議員（神奈川縣第12區）     |                          |
| 福田康夫內閣   | 福田康夫內閣                | 鴨下一郎         | 櫻井郁三                 | 2007年9月27日  | 2008年8月2日             | 自由民主黨 | 眾議員（神奈川縣第12區）     | 再任                     |
|                | 改造內閣                    | 齊藤鐵夫         | 吉野正芳                 | 2008年8月5日   | 2008年9月24日            | 自由民主黨 | 眾議員（福島縣第5區）        |                          |
| 麻生內閣       | 麻生內閣                    | 齊藤鐵夫         | 吉野正芳                 | 2008年9月29日  | 2009年9月16日            | 自由民主黨 | 眾議員（福島縣第5區）        | 再任                     |
| 鳩山由紀夫內閣 | 鳩山由紀夫內閣              | 小澤銳仁         | 田島一成                 | 2009年9月18日  | 2010年6月8日             | 民主黨     | 眾議員（滋賀縣第2區）        |                          |
| 菅直人內閣     | 菅直人內閣                  | 小澤銳仁         | 田島一成                 | 2010年6月9日   | 2010年9月17日            | 民主黨     | 眾議員（滋賀縣第2區）        | 再任                     |
|                | 第1次改造內閣               | 松本龍           | 近藤昭一                 | 2010年9月21日  | 2011年1月16日            | 民主黨     | 眾議員（愛知縣第3區）        |                          |
| 第2次改造內閣  | 松本龍 →江田五月            | 近藤昭一         | 2011年1月17日            | 2011年9月2日   | 眾議員（愛知縣第3區）    | 民主黨     | 留任                         |                          |
| 野田內閣       | 野田內閣                    | 細野豪志         | 橫光克彥                 | 2011年9月5日   | 2012年1月15日            | 民主黨     | 眾議員（大分縣第3區）        |                          |
|                | 第1次改造內閣               | 細野豪志         | 橫光克彥                 | 2012年1月16日  | 2012年6月6日             | 民主黨     | 眾議員（大分縣第3區）        | 留任                     |
| 第2次改造內閣  | 橫光克彥                    | 細野豪志         | 2012年6月6日             | 2012年10月1日  | 眾議員（大分縣第3區）    | 民主黨     | 留任                         |                          |
| 第3次改造內閣  | 長濱博行                    | 生方幸夫         | 2012年10月1日            | 2012年12月26日 | 眾議員（千葉縣第6區）    | 民主黨     |                              |                          |
| 第3次改造內閣  | 長濱博行                    | 園田康博         | 2012年10月1日            | 2012年12月26日 | 眾議員（岐阜縣第3區）    | 民主黨     | 兼任內閣府副大臣             |                          |
| 第2次安倍內閣  | 第2次安倍內閣               | 石原伸晃         | 田中和德                 | 2012年12月27日 | 2013年9月30日            | 自由民主黨 | 眾議員（神奈川縣第10區）     | 任內辭職，由北川知克接任 |
| 第2次安倍內閣  | 第2次安倍內閣               | 石原伸晃         | 井上信治                 | 2012年12月27日 | 2014年9月3日             | 自由民主黨 | 眾議員（東京都第25區）       | 兼任內閣府副大臣         |
| 第2次安倍內閣  | 第2次安倍內閣               | 石原伸晃         | 北川知克                 | 2013年9月30日  | 2014年9月3日             | 自由民主黨 | 眾議員（大阪府第12區）       |                          |
|                | 改造內閣                    | 望月義夫         | 北村茂男                 | 2014年9月3日   | 2014年12月24日           | 自由民主黨 | 眾議員（石川縣第3區）        |                          |
| 小里泰弘       | 改造內閣                    | 望月義夫         | 眾議員（鹿兒島縣第4區）  | 2014年9月3日   | 2014年12月24日           | 自由民主黨 | 兼任內閣府副大臣             |                          |
| 第3次安倍內閣  | 第3次安倍內閣               | 望月義夫         | 北村茂男                 | 2014年12月25日 | 2015年10月9日            | 自由民主黨 | 眾議員（石川縣第3區）        | 再任                     |
| 第3次安倍內閣  | 第3次安倍內閣               | 望月義夫         | 小里泰弘                 | 2014年12月25日 | 2015年10月9日            | 自由民主黨 | 眾議員（鹿兒島縣第4區）      | 再任 兼任內閣府副大臣    |
|                | 第1次改造內閣               | 丸川珠代         | 平口洋                   | 2015年10月9日  | 2016年8月5日             | 自由民主黨 | 眾議員（廣島縣第2區）        |                          |
| 井上信治       | 第1次改造內閣               | 丸川珠代         | 眾議員（東京都第25區）   | 2015年10月9日  | 2016年8月5日             | 自由民主黨 | 再入閣 兼任內閣府副大臣      |                          |
| 第2次改造內閣  | 山本公一                    | 關芳弘           | 2016年8月5日             | 2017年8月7日   | 眾議員（兵庫縣第3區）    | 自由民主黨 |                              |                          |
| 第2次改造內閣  | 山本公一                    | 伊藤忠彥         | 2016年8月5日             | 2017年8月7日   | 眾議員（愛知縣第8區）    | 自由民主黨 | 兼任內閣府副大臣             |                          |
| 第3次改造內閣  | 中川雅治                    | 渡嘉敷奈緒美     | 2017年8月7日             | 2017年11月2日  | 眾議員（大阪府第7區）    | 自由民主黨 |                              |                          |
| 第3次改造內閣  | 中川雅治                    | 伊藤忠彥         | 2017年8月7日             | 2017年11月2日  | 眾議員（愛知縣第8區）    | 自由民主黨 | 留任 兼任內閣府副大臣        |                          |
| 第4次安倍內閣  | 第4次安倍內閣               | 渡嘉敷奈緒美     | 2017年11月2日            | 2018年10月4日  | 眾議員（大阪府第7區）    | 自由民主黨 | 留任                         |                          |
| 第4次安倍內閣  | 第4次安倍內閣               | 伊藤忠彥         | 2017年11月2日            | 2018年10月4日  | 眾議員（愛知縣第8區）    | 自由民主黨 | 再任 兼任內閣府副大臣        |                          |
|                | 第1次改造內閣               | 原田義昭         | 城內實                   | 2018年10月4日  | 2019年9月13日            | 自由民主黨 | 眾議員（靜岡縣第7區）        |                          |
| 秋元司         | 第1次改造內閣               | 原田義昭         | 參議員（參議院比例區）   | 2018年10月4日  | 2019年9月13日            | 自由民主黨 | 兼任內閣府副大臣             |                          |
| 第2次改造內閣  | 小泉進次郎                  | 佐藤由香里       | 2019年9月13日            | 2020年9月18日  | 眾議員（近畿比例代表區） | 自由民主黨 |                              |                          |
| 第2次改造內閣  | 小泉進次郎                  | 石原宏高         | 2019年9月13日            | 2020年9月18日  | 眾議員（東京都第3區）    | 自由民主黨 | 兼任內閣府副大臣             |                          |
| 菅義偉内閣     | 菅義偉内閣                  | 笹川博義         | 2020年9月18日            | 2021年10月6日  | 眾議員（群馬縣第3區）    | 自由民主黨 |                              |                          |
| 菅義偉内閣     | 菅義偉内閣                  | 堀内詔子         | 2020年9月18日            | 2021年10月6日  | 眾議員（大阪府第4區）    | 自由民主黨 | 兼任內閣府副大臣             |                          |
| 第1次岸田內閣  | 第1次岸田內閣               | 山口壯           | 大岡敏孝                 | 2021年10月6日  | 2021年11月11日           | 自由民主黨 | 眾議員（滋賀縣第1區）        |                          |
| 第1次岸田內閣  | 第1次岸田內閣               | 山口壯           | 務台俊介                 | 2021年10月6日  | 2021年11月11日           | 自由民主黨 | 眾議員（北陸信越比例代表區） | 兼任內閣府副大臣         |
| 第2次岸田內閣  | 第2次岸田內閣               | 山口壯           | 大岡敏孝                 | 2021年11月11日 | 2022年8月12日            | 自由民主黨 | 眾議員（滋賀縣第1區）        |                          |
| 第2次岸田內閣  | 第2次岸田內閣               | 山口壯           | 務台俊介                 | 2021年11月11日 | 2022年8月12日            | 自由民主黨 | 眾議員（北陸信越比例代表區） | 再任 兼任內閣府副大臣    |
|                | 第1次改造內閣               | 西村明宏         | 山田美樹                 | 2022年8月12日  | 2023年9月15日            | 自由民主黨 | 眾議員（東京都第1區）        |                          |
| 小林茂樹       | 第1次改造內閣               | 西村明宏         | 參議員（近畿比例代表區） | 2022年8月12日  | 2023年9月15日            | 自由民主黨 | 兼任內閣府副大臣             |                          |
| 第2次改造內閣  | 伊藤信太郎                  | 八木哲也         | 2023年9月15日            | 2024年10月3日  | 眾議員（愛知縣第1區）    | 自由民主黨 |                              |                          |
| 第2次改造內閣  | 伊藤信太郎                  | 瀧澤求           | 2023年9月15日            | 2024年10月3日  | 參議員（青森縣選舉區）   | 自由民主黨 | 兼任內閣府副大臣             |                          |
| 第一次石破內閣 | 第一次石破內閣              | 淺尾慶一郎       | 八木哲也                 | 2024年10月3日  | 2024年11月13日           | 自由民主黨 | 眾議員（愛知縣第1區）        |                          |
| 第一次石破內閣 | 第一次石破內閣              | 淺尾慶一郎       | 瀧澤求                   | 2024年10月3日  | 2024年11月13日           | 自由民主黨 | 參議員（青森縣選舉區）       | 再任 兼任內閣府副大臣    |
| 第二次石破內閣 | 第二次石破內閣              | 淺尾慶一郎       | 小林史明                 | 2024年11月13日 | 現任                     | 自由民主黨 | 眾議員（廣島縣第6區）        |                          |
| 第二次石破內閣 | 第二次石破內閣              | 淺尾慶一郎       | 中田宏                   | 2024年11月13日 | 現任                     | 自由民主黨 | 參議員（參議院比例區）       | 兼任內閣府副大臣         |

再任表示換閣後再次被招攬，留任表示同一內閣改造後獲得挽留，再入閣表示時隔數個內閣後再度被招攬